# Antillo
Antillo (Antiḍḍu in siciliano) è un comune italiano di 782 abitanti della città metropolitana di Messina in Sicilia.
È il più interno dei comuni della Valle d'Agrò, a 480 metri s.l.m.
Le attività economiche principali sono l'agricoltura e la pastorizia. Aderisce all'Unione dei comuni delle Valli joniche dei Peloritani.

## Storia
Non è facile tracciare la storia delle origini di questo centro abitato.
La parola Antillo sarebbe di origine greca e significherebbe primo fiore, alcuni, invece sostengono che derivi dal latino
ante illos che vuol dire prima degli altri. Secondo alcuni storici locali questo sito era già abitato in epoche preistoriche da pastori e allevatori Siculi. Successivamente venne anche frequentato da fenici e sicelioti, provenienti rispettivamente dai centri rivieraschi di Phoinix (situata ove oggi sorge Santa Teresa di Riva) e Naxos. A quell'epoca non doveva essere un grosso insediamento, ma un piccolo borgo circondato da pascoli e boschi popolato da alcune decine di famiglie di pastori. Questo stato di cose perdurò fino al III-IV secolo d.C.; poi con le invasioni barbariche, la vita sul litorale si fece rischiosa, per questo gli abitanti di Phoinix si spinsero nell'entroterra a cercare un sito più sicuro ove stabilirsi. Nacquero Pentefur (l'odierna Savoca), Palachorion (oggi Casalvecchio Siculo) e Limen (oggi Limina).
È verosimile che alcuni abitanti di Phoinix si siano spinti ancora più nell'entroterra tra i Monti Peloritani, proprio in direzione di quel minuscolo villaggio di pastori di cui abbiamo appena detto. Questi fuggiaschi vollero chiamare il loro nuovo insediamento con un nome che ricordasse l'antica cittadina di Phoinix, e appunto, lo chiamarono Peniz o Piniz. Da qui deriva sicuramente il toponimo di Pinazzo, che ancora oggi indica una frazione di Antillo. 
Nel 1139, venne istituita, ad opera del Re di Sicilia Ruggero II, la Baronia di Savoca sotto il mero e misto imperio dell'Archimandrita di Messina; e così Antillo (che nel 1134 contava 496 abitanti) venne inglobato nel vasto territorio della Terra di Savoca. Antillo divenne un borgo alle dipendenze di Savoca, questa situazione durò per 700 anni. Savoca pretendeva dai casali che amministrava il debitum servitium consistente in oneri personali e reali, Antillo non faceva eccezione. Durante i sette secoli di sottomissione a Savoca, Antillo non superò mai i 500 abitanti.
Nel 1812, nel Regno di Sicilia venne emanata una nuova Costituzione che l'abolì il feudalesimo, gli antillesi cominciarono ad aspirare alla piena indipendenza da Savoca.
Nel 1820 la chiesa della Santa Vergine di Antillo viene elevata ad Arcipretura autonoma rispetto all'Arcipretura di Savoca, nello stesso anno viene anche istituita una delegazione municipale dotata di stato civile.
Grazie all'opera di due illustri antillesi: Bernardo Bongiorno (1812-1880) ed il sacerdote Santi Lo Giudice (1822-1881), con un Decreto di Ferdinando II delle Due Sicilie, il 17 febbraio 1845, Antillo si emancipa definitivamente da Savoca e diventa comune autonomo; inserito nel Circondario di Savoca, facente parte del Distretto di Castroreale. Da ora in poi comincia a conoscere un certo sviluppo, passando dai 512 abitanti del 1846 ai 1.317 del 1876.
Nel 1888 venne ampliata la Chiesa Madre del 1750, che però fu demolita nel 1936 per far posto a quella attuale. Nel 1880 era stato realizzato il cimitero, mentre nel 1901 venne aperto l'ufficio postale.
Gli antillesi continuarono a dedicarsi all'agricoltura e alla pastorizia facendo sviluppare il centro abitato nonostante la forte emigrazione. A metà del XX secolo Antillo supera i 2.000 abitanti. Da allora in poi si assiste ad un progressivo spopolamento. Tutt'oggi Antillo vanta diverse attrattive come la sua bella montagna incontaminata, i boschi, i pascoli, il Giardino di Redenzione realizzato dal parroco don Egidio Mastroeni verso il 1985.

### Simboli
Lo stemma e il gonfalone del comune di Antillo sono stati concessi con decreto del presidente della Repubblica Italiana del 9 gennaio 1959.
Nello stemma è raffigurata una torre diruta, fondata su una roccia sostenuta da un terreno collinoso, il tutto al naturale.
Il gonfalone è un drappo di azzurro.

## Società

### Evoluzione demografica
Abitanti censiti

## Amministrazione

### Sindaci di Antillo (dal 1846)
| Periodo          | Periodo          | Primo cittadino         | Partito                                                        | Carica      | Note  |
| ---------------- | ---------------- | ----------------------- | -------------------------------------------------------------- | ----------- | ----- |
| 1846             | 1847             | Sebastiano Lo Giudice   |                                                                | Sindaco     |       |
| 1847             | 1850             | Francesco Mastroeni     |                                                                | Sindaco     |       |
| 1850             | 1853             | Giuseppe Mastroeni      |                                                                | Sindaco     |       |
| 1853             | 1856             | Vincenzo Lo Rè          |                                                                | Sindaco     |       |
| 1856             | 1859             | Bernardo Bongiorno      |                                                                | Sindaco     |       |
| 1859             | 1861             | Giuseppe Mastroeni      |                                                                | Sindaco     |       |
| 1861             | 1863             | Bernardo Bongiorno      |                                                                | Sindaco     |       |
| 1863             | 1865             | Domenico Zizzo          |                                                                | Sindaco     |       |
| 1865             | 1866             | Bernardo Bongiorno      |                                                                | Sindaco     |       |
| 1866             | 1870             | Teodoro Smiroldo        |                                                                | Sindaco     |       |
| 1870             | 1871             | Giuseppe Lo Giudice     |                                                                | Sindaco     |       |
| 1871             | 1873             | Giuseppe Mastroeni      |                                                                | Sindaco     |       |
| 1873             | 1880             | Bernardo Bongiorno      |                                                                | Sindaco     |       |
| 1880             | 1886             | Teodoro Smiroldo        |                                                                | Sindaco     |       |
| 1887             | 1892             | Paolo Bongiorno         |                                                                | Sindaco     |       |
| 1892             | 1895             | Antonino Muscolino      |                                                                | Sindaco     |       |
| 1895             | 1899             | Onofrio Bongiorno       |                                                                | Sindaco     |       |
| 1899             | 1902             | Francesco Mastroeni     |                                                                | Sindaco     |       |
| 1902             | 1910             | Bernardo Bongiorno      |                                                                | Sindaco     |       |
| 1910             | 1913             | Michele Bongiorno       |                                                                | Sindaco     |       |
| 1914             | 1918             | Euclide Lo Giudice      |                                                                | Sindaco     |       |
| 1918             | 1920             | Teodoro Smiroldo        |                                                                | Sindaco     |       |
| 1920             | 1924             | Giuseppe Smiroldo       |                                                                | Sindaco     |       |
| 1924             | 1926             | Santi Lo Giudice        |                                                                | Comm. pref. |       |
| 1926             | 1933             | Santi Lo Giudice        |                                                                | Podestà     |       |
| febbraio 1933    | luglio 1933      | Federico De Crescenzo   |                                                                | Comm. pref. |       |
| luglio 1933      | agosto 1933      | Gioacchino Gemma        |                                                                | Comm. pref. |       |
| 1933             | 1934             | Giuseppe Lo Giudice     |                                                                | Podestà     |       |
| 1934             | 1940             | Santi Lo Giudice        |                                                                | Podestà     |       |
| 1940             | 1944             | Giuseppe Muscolino      |                                                                | Podestà     |       |
| 1944             | 1945             | Giuseppe Muscolino      |                                                                | Sindaco     |       |
| 1945             | 1946             | Francesco Mastroeni     |                                                                | Sindaco     |       |
| 1946             | 1951             | Giuseppe Manzi          |                                                                | Sindaco     |       |
| 1951             | 1952             | Ugo Bensaja             |                                                                | Comm. pref. |       |
| 1952             | 1956             | Giuseppe Manzi          |                                                                | Sindaco     |       |
| 1956             | 1960             | Vittorio Mastrojeni     |                                                                | Sindaco     |       |
| 1960             | 1962             | Giuseppe Lo Giudice     |                                                                | Sindaco     |       |
| 1962             | 1964             | Giuseppe Manzi          |                                                                | Sindaco     |       |
| 1964             | 1966             | Santi Muscolino         |                                                                | Sindaco     |       |
| 1966             | 1983             | Carlo Smiroldo          |                                                                | Sindaco     |       |
| 1983             | 28 giugno 1988   | Natalino Aldo Bongiorno |                                                                | Sindaco     |       |
| 28 giugno 1988   | 7 giugno 1993    | Natalino Aldo Bongiorno | Partito Comunista Italiano, Partito Democratico della Sinistra | Sindaco     | [ 8 ] |
| 7 giugno 1993    | 1º dicembre 1997 | Natalino Aldo Bongiorno | Partito Democratico della Sinistra                             | Sindaco     | [ 8 ] |
| 1º dicembre 1997 | 28 maggio 2002   | Natalino Aldo Bongiorno | lista civica                                                   | Sindaco     | [ 8 ] |
| 28 maggio 2002   | 13 giugno 2006   | Antonio Di Ciuccio      | lista civica                                                   | Sindaco     | [ 8 ] |
| 13 giugno 2006   | 31 maggio 2011   | Antonio Di Ciuccio      | lista civica                                                   | Sindaco     | [ 8 ] |
| 31 maggio 2011   | 5 giugno 2016    | Davide Paratore         | lista civica                                                   | Sindaco     | [ 8 ] |
| 5 giugno 2016    | 11 ottobre 2021  | Davide Paratore         | lista civica                                                   | Sindaco     | [ 8 ] |
| 11 ottobre 2021  | in carica        | Davide Paratore         | lista civica                                                   | Sindaco     | [ 8 ] |

### Altre informazioni amministrative
Il comune di Antillo fa parte delle seguenti organizzazioni sovracomunali: regione agraria n.3 (Alto Fantina e Alto Mela).